# Philibertia bicornuta
Philibertia bicornuta är en oleanderväxtart som först beskrevs av August Heinrich Rudolf Grisebach, och fick sitt nu gällande namn av Goyder. Philibertia bicornuta ingår i släktet Philibertia och familjen oleanderväxter. Inga underarter finns listade i Catalogue of Life.